# Підводні човни типу «Трешер/Перміт»
| АПЧ типу «Трешер/Перміт»        | АПЧ типу «Трешер/Перміт»                                                                                                  | АПЧ типу «Трешер/Перміт»                                                                                                  |
| ------------------------------- | --- | --- |
| Thresher/Permit-class submarine | | |
|                                 | | |
| Човен "Greenling (SSN-614)      | | |
| Під прапором                    | США | США |
| Спуск на воду                   | 1958—1967 рр (14 човнів)                                                                                                  | 1958—1967 рр (14 човнів)                                                                                                  |
| Виведений зі складу флоту       | 1961—1994 рр | 1961—1994 рр |
| Сучасний статус                 | 13 утилізовані, 1 затонув                                                                                                 | 13 утилізовані, 1 затонув                                                                                                 |
| Проєкт                          | | |
| Тип ПЧ                          | АПЧТ | АПЧТ |
| Розробник проєкту               | Portsmouth Naval Shipyard , Island Naval Shipyard, Ingalls Shipbuilding, New York Shipbuilding Corporation, Electric Boat | Portsmouth Naval Shipyard , Island Naval Shipyard, Ingalls Shipbuilding, New York Shipbuilding Corporation, Electric Boat |
| Класифікація НАТО               | Thresher/Permit class | Thresher/Permit class |
| Основні характеристики          | | |
| Швидкість (надводна)            | 15 вузлів (28 км/год) | 15 вузлів (28 км/год) |
| Швидкість (підводна)            | 28 вузлів (52 км/год) | 28 вузлів (52 км/год) |
| Робоча глибина занурення        | 400 м | 400 м |
| Автономність плавання           | 75 днів , 150000 миль (245 000 км ходу)                                                                                   | 75 днів , 150000 миль (245 000 км ходу)                                                                                   |
| Екіпаж                          | 112 осіб | 112 осіб |
| Розміри                         | | |
| Довжина найбільша (по КВЛ)      | 84,86 м | 84,86 м |
| Ширина корпусу найб.            | 9,63 м | 9,63 м |
| Середня осадка (по КВЛ)         | 7,67 м | 7,67 м |
| Озброєння                       | | |
| Торпедно- мінне озброєння       | 4 носових ТА калібру 21 дюймів — 533 мм, 12-18 торпеди                                                                    | 4 носових ТА калібру 21 дюймів — 533 мм, 12-18 торпеди                                                                    |
| Ракетне озброєння               | 4-6 протичовнових КР UUM-44 SUBROC , 4 протикорабельні КР UGM-84 Harpoon,                                                 | 4-6 протичовнових КР UUM-44 SUBROC , 4 протикорабельні КР UGM-84 Harpoon,                                                 |
| Зображення на Вікісховищі       | | |

Підводні човни типу «Трешер/Перміт» — 14 багатоцільових атомних підводних човнів ВМС США. Перебували на озброєнні з 1960 по 1994 роки. Ці човни прийшли на заміну АПЧ Скіпджек і були замінені човнами типу «Лос-Анджелес». Перший човен типу «Трешер» затонув, тому назва типу була змінена відповідно до назви другого човна типу «Перміт».

## Конструкція
Човни типу також були оснащені перевіреними реакторами S5W, як і їх попередники з типу «Скіпджек», але були значні і численні нововведення в багатьох інших елементах конструкції; був встановлений великий гідролокатор в носовій частині човнів і під кутом, в середній частині судна, були встановлені торпедні апарати, було збільшено міцність корпусу, що дозволило човнам цього типу плавати на глибинах до 400 метрів (1300 футів). Для зменшення шумів турбогенератори були розміщені на спеціальних подушках.
Був також вдосконалений пятилопасний гребний гвинт, з метою зменшення шумів човна він став подвійним, з протилежним обертанням обох його частин, і з різними їх діаметрами, що було використано і в наступних типах АПЧ США.

## Аварії
- 10 травня 1962  року, за два тижні до передачі ВМФ США, в районі островів Фараллон (англ. Farallon Islands, Сан-Франциско, штат Каліфорнія) «Перміт» (USS Permit (SSN-594)) зіштовхнувся з вантажним судном «Гаваєн Ситізен».
- 10 квітня 1963 року за нез'ясовних обставин затонув «Трешер» (USS Thresher (SSN-593)).
- 15 листопада 1969 року відбулося зіткнення човна «Гато» (USS Gato (SSN-615)) з радянським АПЧ К-19 в Баренцевому морі.

## Представники
| Назва                   | Завод                      | закладений | Спущений на воду | Переданий флоту | Виведений з флоту | Утилізований |
| ----------------------- | -------------------------- | ---------- | ---------------- | --------------- | ----------------- | ------------ |
| USS Thresher (SSN-593)  | Portsmouth NSY             | 28.05.1958 | 09.07.1960       | 03.08.1961      | 10.04.1963        | затонув      |
| USS Permit (SSN-594)    | Mare Island Naval Shipyard | 01.05.1959 | 01.07.1961       | 29.05.1962      | 23.07.1991        | 09.1991      |
| USS Plunger (SSN-595)   | Mare Island Naval Shipyard | 02.03.1960 | 09.12.1961       | 21.11.1962      | 02.02.1990        | 5.01.1995    |
| USS Barb (SSN-596)      | Ingalls Shipbuilding       | 09.11.1959 | 22.02.1962       | 24.08.1963      | 10.03.1989        | 14.03.1996   |
| USS Pollack (SSN-603)   | New York Navy Yard         | 14.03.1960 | 17.03.1962       | 26.05.1964      | 01.03.1989        | 9.02.1993    |
| USS Haddo (SSN-604)     | New York Navy Yard         | 09.09.1960 | 18.08.1962       | 16.12.1964      | 12.06.1991        |              |
| USS Jack (SSN-605)      | Portsmouth NSY             | 16.09.1960 | 24.04.1963       | 31.03.1967      | 11.07.1990        | 30.06.1992   |
| USS Tinosa (SSN-606)    | Portsmouth NSY             | 24.11.1959 | 09.12.1961       | 17.11.1964      | 15.01.1992        | 26.06.1992   |
| USS Dace (SSN-607)      | Ingalls Shipbuilding       | 06.06.1960 | 18.08.1962       | 4.04.1964       | 02.12.1988        | 1.01.1997    |
| USS Guardfish (SSN-612) | New York Navy Yard         | 28.02.1961 | 15.05.1965       | 20.12.1966      | 04.02.1992        | 1992         |
| USS Flasher (SSN-613)   | Electric Boat              | 14.04.1961 | 22.06.1963       | 22.07.1966      | 14.09.1992        |              |
| USS Greenling (SSN-614) | Electric Boat              | 15.08.1961 | 04.04.1964       | 03.11.1967      | 18.04.1994        | 1994         |
| USS Gato (SSN-615)      | Electric Boat              | 15.12.1961 | 14.05.1964       | 25.01.1968      | 25.04.1996        |              |
| USS Haddock (SSN-621)   | Ingalls Shipbuilding       | 24.04.1961 | 21.05.1966       | 22.12.1967      | 07.04.1993        | 2001         |